# Coventry Copsewood F.C.
Coventry Copsewood F.C. là một câu lạc bộ bóng đá đến từ Coventry, West Midlands, Anh. Năm 2005, đội bóng đổi tên từ Coventry Marconi thành tên hiện tại. Hiện nay đội bóng đang thi đấu ở Midland League Division One.

## Lịch sử

### Tên gọi
Câu lạc bộ được thành lập năm 1922 bởi các nhân viên của Peel Connor, hay còn gọi là 'The Connor'. Họ thi đấu ở Coventry District League đến năm 1926 cho đến khi kết hợp với Magnito Ltd, đổi tên thành Magnet FC. Họ tiếp tục thi đấu với tên gọi này đến năm 1934 sau khi lại đổi tên thành GEC (Cov) FC. Tên gọi này kéo dài lâu hơn, đến thập kỉ 1970 thì đổi thành GPT (Coventry) FC, và sau đó lại đổi tên thành Marconi (Coventry) FC năm 1999, và khi Marconi bán mảnh đất này đi, nó trở thành Copsewood.

### Trên sân đấu
Trong những năm đầu tiên, đội bóng thi đấu ở District and Works League, và có nhiều thành công ở những năm sau chiến tranh, và trong những năm 1970 này, họ vô địch cup quốc nội 4 lần, Coventry Evening Telegraph Cup 3 năm và Birmingham Junior Cup 2 lần. Năm 1993 câu lạc bộ gia nhập Midland Football Combination. Họ về đích thứ 5 trong mỗi 5 năm đầu tiên ở Division Two, nhưng đều được thăng hạng nhờ cơ sở vật chất. Mùa giải 1996–97 đội bóng lập cú đúp ở Division One, được thăng hạng Premier Division, hiện tại đang thi đấu.
Trong những năm đầu của thế kỉ 21, huấn luyện viên Paul Mills dẫn dắt câu lạc bộ xếp nhiều thứ hạng ở nửa trên bảng xếp hạng, và quyền vào các vòng sau của các giải cup, là Á quân của Telegraph Cup 2 lần, vô địch Coventry Charity Cup 3 lần và vô địch Tony Allden Cup. Kể từ đó, sau khi Mills ra đi, họ trải qua một quá trình tái thiết và kết thúc ở giữa bảng xếp hạng mùa giải 2005–06, nhưng trượt xuống cuối bảng ở mùa giải 2006–07. Mùa giải 2008–09 đội bóng vào đến chung kết Coventry Telegraph Cup, thất bại trước kình địch Nuneaton Griff trong loạt sút luân lưu tại Ricoh Arena. Họ cũng có thứ hạng cải thiện ở Midland Combination, vị thứ 9. Đội dự bị cũng vô địch Coventry Alliance Two mùa giải 2008–09. Họ cũng có đội lớn thứ 3 tham dự Coventry Minor League với 18 đội từ U7 đến U16.

## Sân vận động
Đội bóng chơi trên sân nhà Allard Way, thường được dùng cho các trận chung kết địa phương. Xung quanh sân có một khán đài nhỏ và một mái che nhỏ sau khung thành. Đội bóng có nhà câu lạc bộ rộng mà chia sẻ với các câu lạc bộ thể thao khác để tạo thành Copsewood Sports and Social Club.

## Danh hiệu
- Midland Football Combination Premier Division Á quân (1):
  - 2002–03
- Midland Combination Division One Vô địch (1):
  - 1996–97
- Thành tích tốt nhất tại FA Vase: Vòng 2, 2001–02, 2010–11